# Сабах
Сабах е щат на Малайзия. Населението му е 3 206 742 жители (по преброяване от 2010 г.), а има площ от 73 904 кв. км. Телефонните му кодове са в диапазона 087 – 089, а МПС кодовете SA, SAA, SAB, SB, SD, SK, SS, ST и SU. Пощенските му кодове са в диапазона 88xxx до 91ххх. Една теория за името на щата е, че е заимствано от вид бананови дървета по крайбрежието на региона. Западната част на щата е като цяло планинска и съдържа трите най-високи планини в Малайзия. Най-ранните човешки миграции и заселвания в района датират от преди 20 – 30 хиляди години.